# XCOM 2: War of the Chosen
XCOM 2: War of the Chosen (с англ. — «Война избранных») — дополнение для компьютерной стратегической игры XCOM 2, разработанное студией Firaxis Games и выпущенное 2K Games в 2017 году для Microsoft Windows, Linux, macOS, Xbox One и PlayStation 4. Оно также включено в версию XCOM 2 Collection, выпущенную для Nintendo Switch в 2020 году. War of the Chosen расширяет кампанию оригинальной игры, добавляя в неё новых противников, оружие, миссии и механики. Дополнение получило очень высокие оценки обозревателей.

## Игровой процесс

Игровой процесс War of the Chosen в стратегическом (сверху) и тактическом (снизу) режимах

Оригинальная XCOM 2 представляет собой стратегическую игру с пошаговыми боями. Действие игры происходит спустя двадцать лет после захвата Земли инопланетянами, планета находится под властью оккупационного правительства «Адвент». Игрок управляет подпольной организацией XCOM, которая пытается свергнуть власть «Адвента», проводя операции небольшим отрядом бойцов в разных точках планеты. War of the Chosen расширяет кампанию XCOM 2, добавляя в неё новых противников, оружие, миссии и механики. Даже если игрок частично прошёл оригинальную игру без дополнения, он должен начать кампанию с самого начала. Начало расширенной кампании разыгрывается точно так же, как и в оригинальной игре, но с момента, когда под начало игрока попадает летающая база «Мститель», в игровой процесс вводятся новые, дополнительные механики и возможности.

### Избранные
Трое «Избранных» (англ. Chosen) представляют собой особых уникальных противников, с которыми игрок сталкивается неоднократно на протяжении игр. Это самые выдающиеся воины армии инопланетян — каждому из них обещана власть над Землёй в награду за уничтожение организации XCOM, и они соперничают в этом деле друг с другом, действуя по отдельности. Каждый Избранный контролирует один из континентов планеты. Избранные отличаются друг от друга характерами, вооружением и стилем боя. Убийца (англ. Assassin) высоко ставит долг и честь; она предпочитает сражаться мечом в ближнем бою и может легко исчезнуть из вида, чтобы напасть вновь. Охотник (англ. Hunter) — это снайпер, предпочитающий поражать цель издалека; это более циничный и непринуждённый в общении персонаж, чем другие Избранные. Чародей (англ. Warlock), использующий в бою «псионические» экстрасенсорные способности — фанатик, истово верующий в дело инопланетян. Как во время сражений, так и на карте мира Избранные нередко обращаются прямо к игроку как командиру XCOM — поддразнивают или оскорбляют его, комментируют происходящее на поле боя, события прошлых сражений и деятельность друг друга.
В течение прохождения Избранные становятся сильнее, получая новые способности, и каждый Избранный в каждом новом прохождении обладает иным набором особенностей, чем в предыдущем. Эта система развития противников игрока схожа с системой Nemesis из игры Middle-earth: Shadow of Mordor. Так, Избранный может оказаться уязвим для взрывов или нескольких попаданий на одном ходу, или для бойцов какой-то одной фракции Сопротивления. Для победы над конкретным Избранным игрок должен собирать и вооружать отряд, который был бы наиболее эффективен именно против него. Некоторые приобретённые Избранным комбинации способностей могут сделать его неожиданно трудной целью. Игрок видит шкалы развития Избранных на карте мира, должен следить за ними и пресекать деятельность Избранных, выполняя соответствующие задания. Конечная цель — найти тайную базу каждого Избранного уничтожить врага раз и навсегда. Пока это не сделано, даже побеждённые ранее Избранные возвращаются к жизни. Они могут вмешаться в любую обычную миссию, так что игроку приходится неожиданно для себя сражаться с боссом-Избранным. На поле боя Избранные стремятся не столько убить солдат XCOM, сколько взять в плен живыми и допрашивать, получая очки «знаний». Многие их атаки лишь оглушают управляемых игроком бойцов, и, достигнув своей цели, Избранный может покинуть поле боя вместе с жертвой. Если Избранному удастся накопить таким образом достаточно очков «знаний», он организует атаку на «Мститель» — летающую базу XCOM. В свою очередь, игрок может устраивать операции по спасению похищенных солдат из тюрем Избранных.

### Странники
Ещё один новый вид противников, появляющийся в дополнении — Странники (англ. The Lost), обычно встречающиеся в старых заброшенных городах: это бывшие люди, превратившиеся в безмозглых ковыляющих «зомби». По отдельности они очень слабы и атакуют чужаков лишь в ближнем бою, но появляются в больших количествах. Их привлекают громкие звуки, например, подрыв гранат или взрывоопасных объектов на поле боя — каждый такой взрыв заставляет появиться на карте новые группы Странников. Странники враждебны как к XCOM, так и к «Адвенту», и игрок может попытаться натравить их на врагов-инопланетян. Если любому бойцу XCOM удалось на своём ходу убить Странника одним выстрелом, он немедленно получает ещё одно действие и может выстрелить ещё в одного Странника — это позволяет создавать цепочку атак, убивая врагов быстрее, чем они появляются. В дополнении появляются и другие новые виды врагов, как вооружённые огнемётами чистильщики «Адвента», использующий псионические способности жрецы «Адвента» и Призраки — рои наномашин, способные временно выводить из строя бойцов XCOM и создавать их враждебные игроку копии с таким же оружием и количеством очков здоровья, что были у оглушённого бойца.

### Солдаты XCOM
Система прокачки солдат XCOM в War of the Chosen меняется — в игре появляются очки умений (англ. ability points, AP), которые зарабатывает как организация в целом, так и отдельные солдаты для самих себя. Дополнительные очки можно получить, выполняя на поле боя особенно успешные действия — например, обойдя спрятавшегося за укрытием врага с фланга. Эти очки тратятся на приобретение новых способностей и действий. У разных солдат разный уровень «боевой смекалки» — особо талантливые бойцы зарабатывают очки умений быстрее других. Система «усталости» (англ. Fatigue) принуждает игрока проводить ротацию солдат и не использовать одних и тех же бойцов на последовательных миссиях; «усталые» солдаты должны восстановиться на базе. Игрок может принудительно отправить их на миссии из-за нехватки людей, но усталые солдаты могут быть ослаблены или получить отрицательные особенности — например, страх огня, определённого вида инопланетян или например, потребность постоянно иметь в оружии полный магазин. Во время миссий они могут паниковать или самовольно выполнять ненужные игроку действия. На «Мстителе» появляется новая постройка «Госпиталь», обеспечивающая быстрое лечение помещённых туда солдат и избавление от отрицательных особенностей.
Между солдатами XCOM могут возникнуть связи (англ. bonds) — эти связи определяются уровнем «совместимости» (англ. Cohesion), который растёт по мере того, как солдаты вместе вылетают на миссии. Некоторые действия — например, если солдат эвакуирует раненого товарища с поле боя — позволяют быстро повысить совместимость между ними. «Связанные» солдаты получают дополнительные навыки и действия, если действуют как напарники — например, один такой солдат может передать напарнику очко действий, или два напарника могут атаковать цель в бою одновременно. «Центр тайных операций» на «Мстителе» позволяет высылать солдат, инженеров и учёных на «тайные операции» на разных континентах: эти действия приносят пользу в стратегическом режиме — например, позволяют добыть необходимые игроку припасы, выследить Избранных или завербовать новых элитных солдат. Тем не менее, отправленные на тайную операцию солдаты недоступны в течение нескольких игровых дней.

### Фракции и другие изменения
В дополнении присутствуют три новых класса солдат и три соответствующие «фракции» Сопротивления — группировки, каждая из которых поставляет XCOM солдат соответствующего класса. Это Жнецы (англ. Reapers) — скрытные снайперы, способные убивать врагов, не теряя маскировки; Заступники (англ. Skirmishers) — гибриды людей и инопланетян, специализирующиеся на ближнем бое и способные с помощью крюка-кошки подтягивать к себе врагов или быстро перемещаться по полю боя, и Храмовники (англ. Templars) — использующие экстрасенсорные силы «псионики», которые становятся сильнее с каждым убитым врагом. В каждом прохождении игра произвольно связывает какого-то одного Избранного с одной из фракций Сопротивления — он становится злейшим врагом именно этой группировки. Выполняя побочные задания, относящиеся к соответствующему Избранному и враждебной ему фракции, игрок приближается к победе над Избранным и получает очки влияния для соответствующей фракции.
Дополнение добавляет в игру новые виды процедурно генерируемых карт — заброшенные города, кишащие Странниками, подземные туннели и дикую местность. Система Sitrep вводит для любых миссий в игре дополнительные модификаторы, делающие миссии более разнообразными — например, один допускает появление на поле боя врагов только нескольких определённых видов, другой убирает с карты туман войны, третий разбрасывает по карте взрывающиеся контейнеры, которые игрок может как избегать, так и использовать в свою пользу. Между миссиями в игре проигрываются короткие радиопостановки — пропагандистские новости «Адвента» и подпольные передачи Сопротивления, комментирующие недавние действия игрока. «Фотокабинка» (англ. Photo Booth) представляет собой режим, в котором игрок может создавать пропагандистские плакаты с изображением бойцов из своего отряда в различных позах и на разном фоне и добавлять различный текст по своему усмотрению. Созданные игроком плакаты случайным образом появляются в игре на зданиях.

## Разработка и выпуск
Дополнение War of the Chosen, как и оригинальная игра, было разработано студией Firaxis под руководством Джейка Соломона. Соломон утверждал, что оно примерно вдвое больше, чем Enemy Within, аналогичное дополнение к предыдущей игре серии. По количеству контента оно оказалось настолько большим, что разработчики некоторое время рассматривали возможность не выпускать его как дополнение к XCOM 2, а заложить в основу новой игры — XCOM 3. В конечном счёте от этого варианта пришлось отказаться: для игры-продолжения пришлось бы придумывать совершенно новое повествование, тогда как формат дополнения позволил просто внести новые механики и врагов в старую игру. Повествовательная составляющая War of the Chosen повлияла на Midnight Suns, следующую игру Соломона и Firaxis, не связанную с серией X-Com; Соломон утверждал, что если бы не War of the Chosen, студия не взялась бы за разработку Midnight Suns. Дополнение было выпущено для персональных компьютеров, PlayStation 4 и Xbox One 29 августа 2017 года. Оно было включено в состав XCOM 2 Collection — переиздания игры, выпущенного для Nintendo Switch 29 мая 2020 года, для iOS 5 ноября 2020 года и для Android 13 июля 2021 года.

### Propaganda Center
В августе 2017 года, незадолго до выпуска War of the Chosen, Firaxis в рекламных целях выпустила для XCOM 2 бесплатное приложение War of the Chosen — Propaganda Center. Оно представляло собой элемент предстоящей War of the Chosen — «фотокабинку» (англ. Photo Booth) — реализованный как отдельное приложение: его можно было скачать и создавать в нём пропагандистские плакаты без покупки игры или дополнения. Пользователи сети использовали его для создания как серьёзных плакатов, так и мемов с отсылками к другим произведениям массовой культуры.

### Tactical Legacy Pack
Загружаемое дополнение War of the Chosen — Tactical Legacy Pack было выпущено 9 октября 2018 года. Оно стало на два месяца — до 3 декабря того же года — бесплатным для владельцев War of the Chosen, как тех, кто уже владел этим большим дополнением, так и тех, кто купил его в этот промежуток. Tactical Legacy Pack содержало набор сюжетных миссий, закрывающих повествовательную брешь между событиями XCOM: Enemy Unknown и XCOM 2. Они рассказывают о приключениях офицера Брэдфорда, Лили Шэнь и других персонажей в промежутке между играми. В этом дополнении в игру было добавлено 28 новых карт, в том числе обновленные версии локаций, уже появлявшихся в XCOM: Enemy Unknown и Enemy Within; новые версии оружия и брони, а также набор музыкальных треков — переаранжированных версий саундтрека к X-COM: UFO Defense 1993 года.
Новые сюжетные миссии заметно сложнее, чем основная кампания — в них отряд бойцов с оружием низкого уровня сталкивается с редкими и мощными противниками, включая Аватара. После каждой миссии игрок может выбрать для следующих одно из двух улучшений на выбор, так что и его бойцы становятся сильнее. В этих миссиях по умолчанию включён режим «Терминатор» (англ. Iron Man), не разрешающий сохранять и загружать игру когда вздумается — тем не менее, проваленные миссии можно переиграть с самого начала со штрафом к начисляемым очкам. Важные сюжетные персонажи вроде Брэдфорда или Шэнь не могут погибнуть — лишившись всех очков здоровья, они лишь теряют сознание; рядовые солдаты могут погибнуть, но в следующих миссиях их заменяют другие солдаты такого же класса и звания. Альтернативные версии оружия и брони по характеристикам не отличаются от оригинальных, но выглядят иначе, включая анимацию и звуковые эффекты. Режим «Перестрелка» позволяет игроку разыгрывать собственные миссии — выбрать карту, отряд бойцов, вооружение для него и противников по своему вкусу. Более сотни «испытаний Избранных» — особых миссий, которые в War of the Chosen становились доступными по одной в день — в Tactical Legacy Pack доступны все сразу, их можно выполнять в любом порядке.

## Отзывы
| Сводный рейтинг       | Сводный рейтинг          |
| Агрегатор             | Оценка                   |
| --------------------- | ------------------------ |
| GameRankings          | 89,32 %                  |
| Metacritic            | 88/100 (PC) 93/100 (PS4) |
| OpenCritic            | 88/100                   |
| «Критиканство»        | 86/100                   |
| Иноязычные издания    |                          |
| Издание               | Оценка                   |
| Eurogamer             | «Рекомендовано»          |
| Game Informer         | 9,25/10                  |
| GameSpot              | 9/10                     |
| IGN                   | 8,8/10                   |
| PCGamesN              | 8/10                     |
| PC Gamer (US)         | 80/100                   |
| Polygon               | 9,5/10                   |
| RPGFan                | 90/100                   |
| Русскоязычные издания |                          |
| Издание               | Оценка                   |
| «IGN Россия»          | 8,1/10                   |
| ITC.ua                | 4,5/5                    |
| PlayGround.ru         | 8,5/10                   |
| StopGame.ru           | [ 38 ]                   |
| «Игромания»           | 9,0/10                   |
| «Игры Mail.ru»        | 8,0/10                   |
| «Канобу»              | 9/10                     |
| «НИМ»                 | 8,7/10                   |

По данным агрегатора рецензий Metacritic, дополнение получило преимущественно положительные отзывы обозревателей.
Том Сениор в обзоре для PC Gamer отмечал, что War of the Chosen скорее даже не «дополняет» игру, а «расширяет» её — он прошёл гораздо больше миссий и прокачал больше солдат, чем в обычном прохождении XCOM 2. По его мнению, темп игры изменился не в лучшую сторону: игрок теперь перегружен множеством заданий и действий. На взгляд Сениора, War of the Chosen больше подходит для опытных игроков, которые уже прошли кампанию основной игры. Нейтан Грейсон из Kotaku, напротив, советовал тем, кто никогда не играл в XCOM 2, пропустить «ванильную» версию без дополнения и сразу перейти к War of the Chosen: в дополнении серия XCOM стала лучше, чем когда-либо была. Грейсон не считал, что дополнение тянет на отдельную игру — скорее, оно улучшало то, что уже было в XCOM 2. Он рассказывал о своём прохождении как о личных историях двух бойцов, которым дал позывные «Гром» и «Молния» — это были всего лишь процедурно сгенерированные игрой солдаты, но в глазах обозревателя они превратились в главных героев, к которым он привязался и тяжело переживал гибель «Молнии». Грейсон жаловался на недостаток в дополнении стилистического единства и серьёзности — Избранные по внешности и манерам уж слишком напоминают людей, на поле боя появились зомби-Странники, у игрока есть возможность разукрасить солдат как клоунов — это «паясничанье» несколько отвлекает от прежней темы столкновения с инопланетными ужасами.
По словам Стивена Строма из Ars Technica, XCOM 2 была на самом деле игрой не о борьбе с инопланетными оккупантами, а о «тушении пожаров»: она подбрасывала игроку внезапные «возгорания» и постепенно «тлеющие» угрозы, которые он должен был «тушить», не давая им расползтись. В оригинальной игре для такой организации игрового процесса не хватало «топлива» — одного хорошо вооружённого отряда становилось достаточно, чтобы быстро гасить любой источник опасности, и игра ближе к концу становилась однообразной. War of the Chosen добавляет недостающее «топливо» — разные типы миссий, противников, события на карте, так что в второй половине прохождения игра становится даже более захватывающей. Рецензент Rock, Paper, Shotgun Алек Меер делал эксцентричное сравнение War of the Chosen с «огромной, жирной, блестящей колбасой… с выступающими наружу каплями сала», куда каким-то образом напихали так много мяса, что она грозит лопнуть при малейшем давлении — что-то невероятно вкусное и сытное. Он считал название «дополнение» неподходящим — этом продукту, на его взгляд, лучше бы подходило название «XCOM 3». Денис Павлушкин в обзоре для «Игромании» называл дополнение «новой игрой», полной сюрпризов, неожиданностей и пищи для размышлений, и шутил, что в Firaxis, должно быть, работают инопланетяне — у разработчиков «поистине нечеловеческое умение делать и без того отличные игры куда лучше». Алексей Егоров из Канобу отмечал, что в дополнении разработчики поправили все «косяки» оригинальной игры — новые механики, враги и настройки исправляют все те недостатки, на которые ранее жаловались игроки. Он, однако, предупреждал, что игра стала сложнее, чем была — тем, кому XCOM 2 казалась слишком сложной, War of the Chosen лучше не запускать.

### Награды
Сайт Eurogamer поставил War of the Chosen на 46-е место в своём списке лучших игр 2017 года; Polygon — на 17-е. Дополнение получило от Game Informer звание «Лучшей стратегической игры» по итогам 2017 года по версии редакции. Издание PC Gamer назвало War of the Chosen лучшим дополнением 2017 года.
| Год  | Награда         | Категория                    | Результат | Ист.   |
| ---- | --------------- | ---------------------------- | --------- | ------ |
| 2017 | The Game Awards | Лучшая стратегическая игра   | Номинация | [ 50 ] |
| 2018 | D.I.C.E. Awards | Стратегия или симулятор года | Номинация | [ 51 ] |
| 2018 | Премия NAVGTR   | Игра, стратегическая         | Победа    | [ 52 ] |
| 2018 | Премия NAVGTR   | Инженерный дизайн в игре     | Номинация | [ 52 ] |